# 콜로라도 대학교 볼더
콜로라도 대학교 볼더(University of Colorado at Boulder)는 미국 콜로라도주 볼더에 위치한 공립 대학이다. 미국 대학 협회, 퍼블릭 아이비 소속이다.